# Membranobalanus robinae
Membranobalanus robinae is een zeepokkensoort uit de familie van de Archaeobalanidae. De wetenschappelijke naam van de soort is voor het eerst geldig gepubliceerd in 1988 door Van Syoc.